# Jacobiasca theni
Jacobiasca theni är en insektsart som först beskrevs av Irena Dworakowska 1970.  Jacobiasca theni ingår i släktet Jacobiasca och familjen dvärgstritar.
Artens utbredningsområde är Sudan. Inga underarter finns listade i Catalogue of Life.